# Gustav von Schmoller (ekonomista)
Gustav Friedrich von Schmoller (ur. 24 czerwca 1838 w Heilbronn, zm. 27 czerwca 1917 w Bad Harzburg) – niemiecki ekonomista, dr honoris causa filozofii i prawa. Obok Karla Büchera główny przedstawiciel szkoły historycznej w ekonomii. W 1899 otrzymał Pour le Mérite za Naukę i Sztukę.

## Życiorys
Od 1864 profesor nadzwyczajny, a od 1865 profesor zwyczajny Uniwersytetu w Halle. Od 1872 na Uniwersytecie w Strasburgu. Od 1882 na Uniwersytecie Berlińskim. Dwa lata później został członkiem Pruskiej Akademii Nauk. Brał udział w opracowaniu wydawnictwa Acta Borussica. W 1908 otrzymał tytuł szlachecki, a w 1910 tytuł rzeczywistego tajnego radcy.
Angażował się politycznie. Od 1884 zasiadał w pruskiej Radzie Państwa, od 1895 do 1902 w centralnej kasie spółdzielczej, od 1899 do swojej śmierci był członkiem pruskiej Izby Panów. W 1909 działał w komisji ds. reformy administracyjnej.
W swoich pracach ekonomicznych traktował ekonomię jako naukę empiryczną, opartą na doświadczeniu. Sprzeciwiał się koncepcjom Carla Mengera, spierał się z Maxem Weberem. Przez 27 lat przewodniczył Verein für Socialpolitik. Na jego cześć przemianowano wychodzące od 1871 czasopismo Schmollers Jahrbuch fuer Gesetzgebung, Verwaltung und Volkswirtschaft im Deutschen Reich (obecnie Schmollers Jahrbuch). Wydawał Staats- und sozialwissenschaftliche Forschungen'. Jego uczniami byli: Arthur Dix, Hjalmar Schacht i Werner Sombart.
Ożenił się w 1869 z Lucią Rathgen (1850–1928) – córką Bernharda Rathgena, saskiego ministra. Miał wówczas 31 lat, a jego żona 19. Zmarł mając lat 79. Jego wnuk Gustav von Schmoller (1907–1991) był prawnikiem i dyplomatą.

## Dzieła
- Die nationalökonomischen Ansichten in Deutschland während der Reformation, Tybinga 1860.
- Geschichte der deutschen Kleingewerbe im 19. Jahrhundert, Halle 1869.
- Über einige Grundfragen des Rechts und der Volkswirtschaft, Jena 1875.
- Straßburg zur Zeit der Zunftkämpfe, Strasburg 1875.
- Die Straßburger Tucher- und Weberzunft, Urkunden etc., Strasburg 1878.
- Zur Litteraturgeschichte der Staats- und Sozialwissenschaften, Lipsk 1888.
- Grundriss der allgemeinen Volkswirtschaftslehre. Wirtschaft und Finanzen, pierwsze wydanie 1900, drugie 1904, trzecie 1989.
- Grundfragen des Rechts und der Volkswirtschaft, powtórne wydanie 2006.